# Sladenia (Plantae)
Sladenia, maleni biljni rod iz porodice Sladeniaceae, dio reda vrjesolike.Sastoji se od dvije vrste drveća u vlažnim tropskim biomima Azije.
Rod je opisan u Journal of Botany, British and Foreign 11: 194. 1873.

## Vrste
1. Sladenia integrifolia Y.M.Shui; kineski endem iz Yunnana.
2. Sladenia celastrifolia Kurz; tipična vrsta